# Кросби (округ)
Округ Кросби (англ. Crosby County) расположен в США, штате Техас. Официально образован в 1876 году и назван в честь Стивена Кросби — земельного комиссионера середины XIX века. По состоянию на 2000 год, численность населения составляла 7072 человека. Окружным центром является город Кросбитон.
Округ Кросби входит в число 46 округов Техаса с действующим сухим законом или ограничениями на продажу спиртных напитков.

## География
По данным Бюро переписи США, общая площадь округа равняется 2335 км², из которых 2330 км² суша и около 5 км² или 0,24 % это водоёмы.

### Соседние округа
- Гарза (юг)
- Лаббок (запад)
- Дикенс (восток)
- Флойд (север)

### Значительные географические объекты
- каньон Бланко

## Демография
По данным переписи населения 2000 года в округе проживало 7072 жителей, в составе 2512 хозяйств и 1866 семей. Плотность населения была 3 человека на 1 квадратный километр. Насчитывалось 3202 жилых дома, при плотности покрытия 1 постройка на 1 квадратный километр. По расовому составу население состояло из 63,77 % белых, 3,89 % чёрных или афроамериканцев, 0,54 % коренных американцев, 0,03 % азиатов, 0,07 % коренных гавайцев и других жителей Океании, 29,89 % прочих рас, и 1,81 % представители двух или более рас. 48,93 % населения являлись испаноязычными или латиноамериканцами.
Из 2512 хозяйств 35,6 % воспитывали детей возрастом до 18 лет, 59 % супружеских пар живущих вместе, в 11,4 % семей женщины проживали без мужей, 25,7 % не имели семей. На момент переписи 23,8 % от общего количества жили самостоятельно, 13,4 % лица старше 65 лет, жившие в одиночку. В среднем на каждое хозяйство приходилось 2,78 человека, среднестатистический размер семьи составлял 3,3 человека.
Показатели по возрастным категориям в округе были следующие: 30,7 % жители до 18 лет, 8,5 % от 18 до 24 лет, 24 % от 25 до 44 лет, 21,1 % от 45 до 64 лет, и 15,6 % старше 65 лет. Средний возраст составлял 34 года. На каждых 100 женщин приходилось 91,1 мужчины. На каждых 100 женщин в возрасте 18 лет и старше приходилось 87,2 мужчины.
Средний доход на хозяйство в округе составлял 25 769 $, на семью — 29 891 $. Среднестатистический заработок мужчины был 23 775 $ против 17 229 $ для женщины. Доход на душу населения был 14 445 $. Около 22,6 % семей и 28,1 % общего населения находились ниже черты бедности. Среди них было 36,6 % тех кому ещё не исполнилось 18 лет, и 22,7 % тех кому было уже больше 65 лет.

## Политическая ориентация
На президентских выборах 2008 года Джон Маккейн получил 63,79 % голосов избирателей против 35,74 % у демократа Барака Обамы.
В Техасской палате представителей округ Кросби числится в составе 68-го района. Интересы округа представляет республиканец Дрю Спрингер из Манстера.

## Населённые пункты

### Города, посёлки, деревни
- Кросбитон
- Лоренсо
- Ролс

### Немуниципальные территории
- Калгари
- Кон

## Образование
Образовательную систему округа составляют следующие учреждения:
- сводный школьный округ Кросбитон[5].
- школьный округ Лоренсо[6].
- школьный округ Ролс[7].

## Галерея
|                           |                                                     |                                                                                      |
| Стенная роспись в Лоренсо | Гора Бланко одноимённого каньона (снимок 1891 года) | Впадина Капрок плато Ллано-Эстакадо (снимок сделан в 22-х километрах к югу от Ролса) |